# Ambroży Franciszek Ferro
Ambroży Franciszek Ferro, Ambrosio Francisco Ferro (ur. ? w Verduno, zm. 3 października 1645 nad Uruaçu) – brazylijski prezbiter, święty Kościoła katolickiego.

## Życiorys
Pochodzący z Azorów Ambroży Franciszek Ferro przybył do Brazylii wraz z krewnymi.
Otrzymał święcenia kapłańskie, od 1636 roku był proboszczem parafii w Natal. W dniu 3 października 1645 roku Ambrosio Francisco Ferro, poniósł śmierć męczeńską z rąk holenderskiego oddziału wojskowego, razem z 28 wiernymi wśród których byli jego krewni, nad rzeką Uruaçu.
Beatyfikacji dokonał papież Jan Paweł II w dniu 5 marca 2000 roku wraz z beatyfikacją Andrzeja de Soveral i towarzyszy.
23 marca 2017 papież Franciszek podpisał dekret uznający cud za wstawiennictwem bł. Ambrożego Franciszka Ferro, zaś 20 kwietnia 2017 podczas konsystorza wyznaczył datę jego kanonizacji. W spisanie jego w poczet świętych wraz z 34 nowymi świętymi nastąpiło 15 października 2017 na placu świętego Piotra przez papieża Franciszka.